# Кузнецова-Руф, Анастасия Александровна
Анастасия Александровна Кузнецова-Руф (род. 26 апреля 1983, Москва) — российская художница, член Московского Союза художников.

## Биография
Родилась 26 апреля 1983 в Москве. В 2003 году окончила Институт проблем современного искусства (ИПСИ), а в 2007 — МГАХИ им. В. И. Сурикова с красным дипломом. В 2008, 2015 и 2017 году Анастасия — стипендиат Министерства культуры РФ. В 2013 году Анастасия выиграла вторую премию на IV Международном конкурсе портретов PORTRÆT NU! им. Якоба Кристиана Якобсена.
С 2016 года занимает 16 место в «Топ-100 молодых художников России» по версии InArt.

## Творчество
Анастасия Кузнецова-Руф работает в технике вирированной живописи.
Использует минимальный набор средств — не более двух художественных материалов: уголь или угольный карандаш и один цвет темперы или акрила. Чаще всего — коричневато-охристый.
Сотрудничает с галереей AGARDH & TORNVALL в Стокгольме (Швеция). С 2012 года выставляется в галерее «Файн Арт» (Москва).
Работы Анастасии Кузнецовой-Руф находятся в частных коллекциях Австрии, Швеции, Бельгии, Германии, Ирландии, Израиля, Франции, Италии, России и в Государственном музее Пекина (Китай).

## Выставки

### 1996
- выставка акварельных и графических работ, Нижний Новгород

### 1997
- выставка акварельных и графических работ, Владивосток

### 2001
- выставка «60 лет разгрома немецко-фашистских войск под Москвой», Москва
- «25 молодёжная выставка», Москва, выставочный зал МСХ на Кузнецком Мосту

### 2002
- выставка «Русский натюрморт на грани тысячелетий», Москва, выставочный зал Администрации Президента РФ
- выставка «Москва глазами молодых. Мегаполис XXI века. 2002 г.», Москва, выставочный зал «Новый манеж»
- «26 выставка молодых художников Москвы», Москва, выставочный зал МСХ на Кузнецком Мосту

### 2003
- «Вторая смена», Институт проблем Современного Искусства, Москва
- молодёжная выставка «Мой город», Мэрия Москвы
- «27 выставка молодых художников Москвы», Москва, выставочный зал МСХ на Кузнецком Мосту

### 2004
- персональная выставка в Администрации Президента РФ
- выставка «Москва глазами молодых — Спортивная Москва 2004», ЦДХ
- выставка «Рождество на беговой», Москва, выставочный центр МОСХ

### 2005
- выставка «Картины большие и маленькие», Москва, выставочный центр МОСХ
- выставка «Говорит Москва. Время быть вместе», РУССКИЙ ДОМ НАУКИ И КУЛЬТУРЫ, Берлин , Германия
- арт-проект «Арт-Пасха» на Сретенке, Москва[2]
- выставка «Посвященная памяти жертв террора» Гуманитарный Центр «Преодоление» им. Н. Островского, Москва

### 2007
- «Молодые художники России», ЦДХ, Москва
- «АКАДЕМИЧЕСКАЯ ШКОЛА». Выставка работ выпускников академических институтов Москвы и Санкт-Петербурга, выставочный зал «Новый Манеж», Москва
- «IV Всероссийский конкурс молодых художников им. П. М. Третьякова», Государственная Третьяковская Галерея

### 2008
- выставка «Москва глазами молодых. Семья и творчество», ЦДХ

### 2009
- Молодёжная выставка художников Москвы на Кузнецком Мосту
- «Молодая палитра Москвы», выставочный зал Мэрии Москвы
- «Шведская семья», Московский Музей современного искусства (в рамках III Московской биеннале современного искусства)[3]

### 2010
- «Svenska familjen», Uppsala Konstmuseum, Уппсала , Швеция
- персональная выставка «Take control!» Gallery Agardh & Tornvall, Стокгольм[4]
- «Молодые художники России», (Диплом Союза художников России), ЦДХ, Москва[5]

### 2011
- «ART ANGLAIS» Contemporary Art Fair, Стокгольм, Швеция[6]
- XVI Московская ярмарка современного искусства «Арт Манеж»: проект «Молчание ягнят»[7]

### 2012
- Sacrifice" Opening gallery «Orleansky», Амстердам, Нидерланды[8]
- «АРТ МОСКВА» — ярмарка современного искусства, ЦДХ, Москва[9]
- персональная выставка «Управляй!» в рамках IV Московской международной биеннале молодого искусства, ММСИ, Москва[10]

### 2013
- персональная выставка «Не пропусти», галерея «Файн Арт», Москва[11]
- участие в арт ярмарке Art at the Warehouse (недоступная ссылка), Нидерланды, Роттердам
- «Рожденные летать… и ползать», Русский музей, Санкт Петербург (каталог стр.164, 192, 193, обложка)
- «PORTRAIT NOW» конкурс музея современного искусства Эрарта, Санкт Петербург (победитель)
- «Portræt Nu!» 2013, Национальный музей истории Фредериксборг, Дания
- «PORTRÄTT NU!!» Музей искусств, Люнгбю, Швеция Ljungby, Sweden
- «АРТ МОСКВА», ярмарка современного искусства, ЦДХ, Москва
- «конкурс АрхиГрафика», Лауреат. Номинация «Рисунок с натуры». ЦДХ, Москва

### 2014
- персональная выставка «Don’t miss», Galleri Agardh & Tornvall, Stockholm
- персональная выставка «DON´T MISS», галерея Edsvik Konsthall, Швеция, Стокгольм
- Аукцион VLADEY, ЦСИ «Винзавод», Москва
- благотворительный «Арт-марафон» в центре современного искусства «Сокол», Москва
- «Время, вперед» ЦДХ, Москва
- «Мир детей и зверей» Государственный музейно-выставочный центр РОСИЗО, Москва
- «Бумага, на бумаге, из бумаги» галерея Ковчег, Москва
- «Котики в манеже» выставочный зал Новый Манеж, Москва
- Международная ярмарка современного искусства «АРТ РИГА» , Рига, Латвия
- «Москва глазами молодых-2014» Министерство культуры РФ, Москва

### 2015
- персональная выставка «Moscow-Stockholm-Riga» HAPPYARTMUSEUM, Рига, Латвия
- «IDEA FIX» , выставочный зал Rietumu, Рига, Латвия
- аукцион VLADEY по 100, Красный Октябрь, Москва
- аукцион VLADEY по 100, музей актуального искусства Art4.ru, Москва
- персональная выставка «ТОЧКА РОСТА» галерея Файн Арт, Москва

### 2015/2016
- «Из чего выросли», Музейно-выставочный комплекс МАХЛ РАХ, Москва

### 2016
- Аукцион VLADEY по 100, Московский Музей Современного Искусства, Москва
- «Футбол — Хоккей» Центр современного искусства ВИНЗАВОД, Москва
- «На том стоим», галерея Ковчег, Москва
- Международный фестиваль изобразительных искусств «Традиции и современность» ЦВЗ «Манеж», Москва
- «Цитата — глубоко внутри» Параллельная программа V Московской международной биеннале молодого искусства, галерея Файн Арт, Москва
- «Портрет счастливых людей», галерея Здесь на Таганке, куратор Андрей Бартенев, Москва
- «Посмотри на этот мир», Национальный музей Пекина, Пекин, Китай

### 2017
- Параллельная программа VII Московской биеннале современного искусства «Абонент вне зоны доступа сети.25лет», Галерея Файн Арт, Москва
- «Встреча вне времени» галерея Siguldas tornis, Латвия, Рига
- «ART RIGA» международная ярмарка современного искусства, Латвия, Рига
- «Против всех», галерея VLADEY Space, куратор Анатолий Осмоловский, ЦСИ Винзавод, Москва
- «Актуальная Россия. Игра в классиков», Всероссийский музей декоративно-прикладного искусства, ВЦ "Росизо", Москва

## Галерея

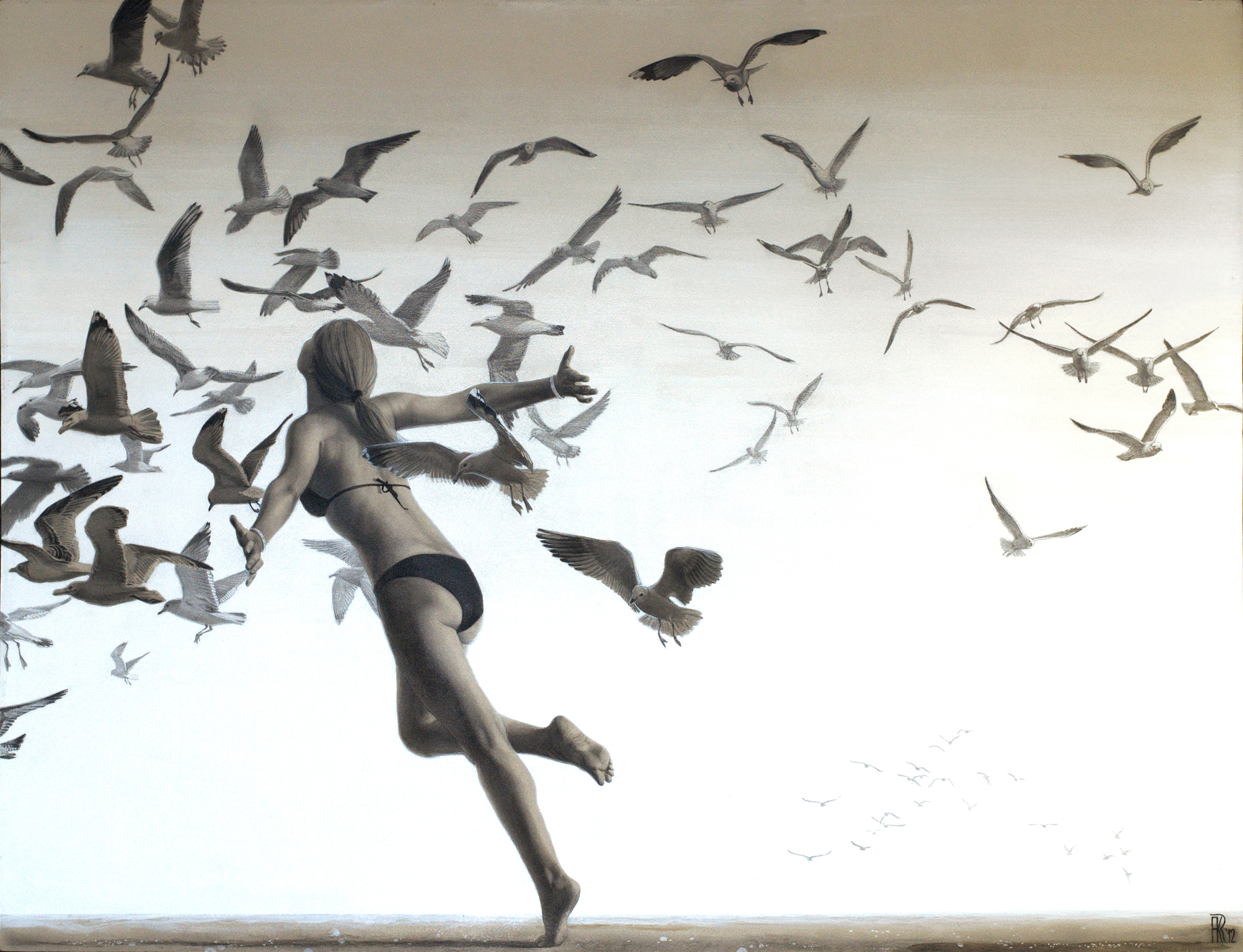
«Ол инклюзив» — 143×185, холст, уголь, темпера, 2012
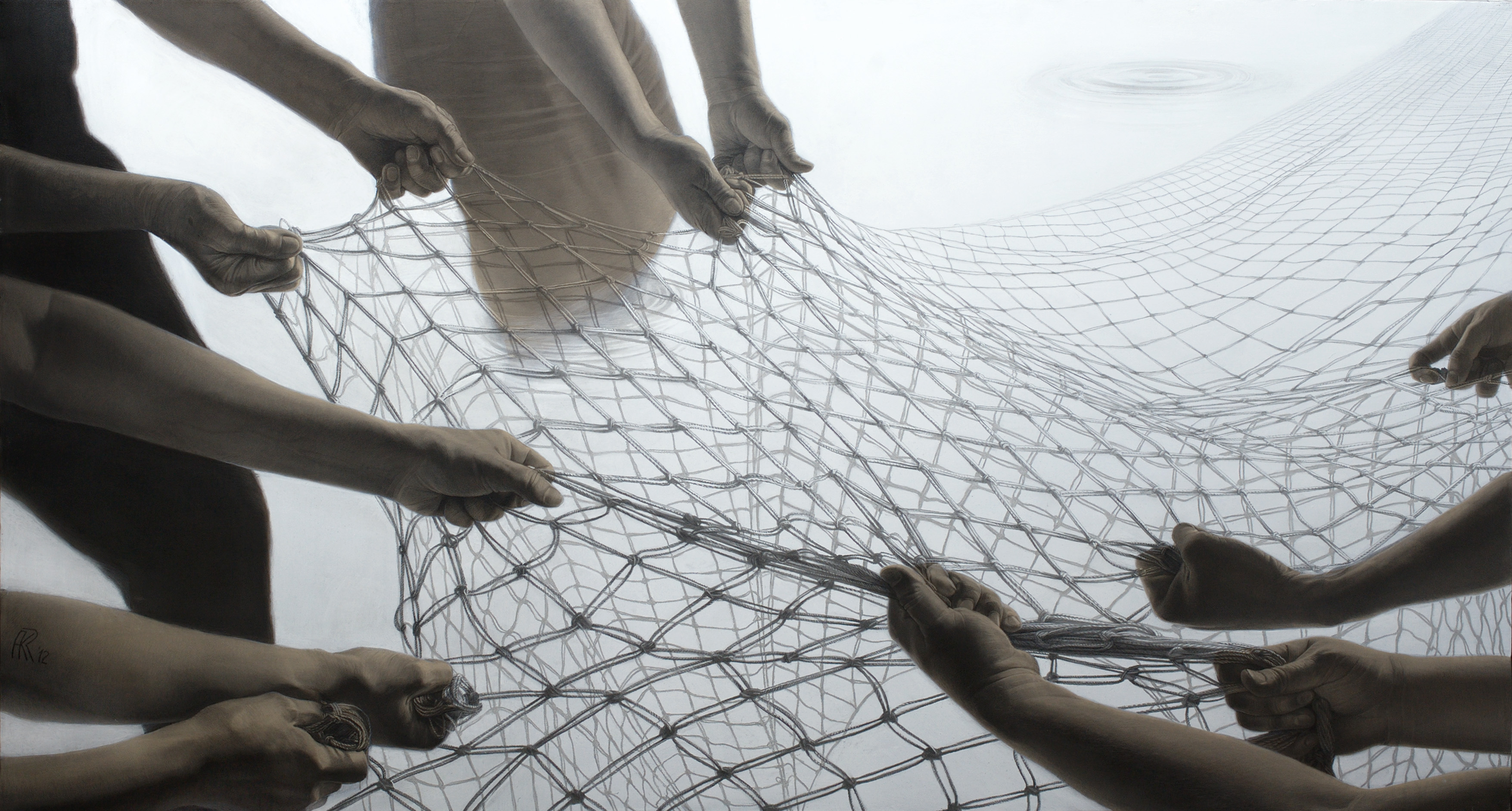
«Сети» — 109×190,  холст, уголь, темпера, 2012
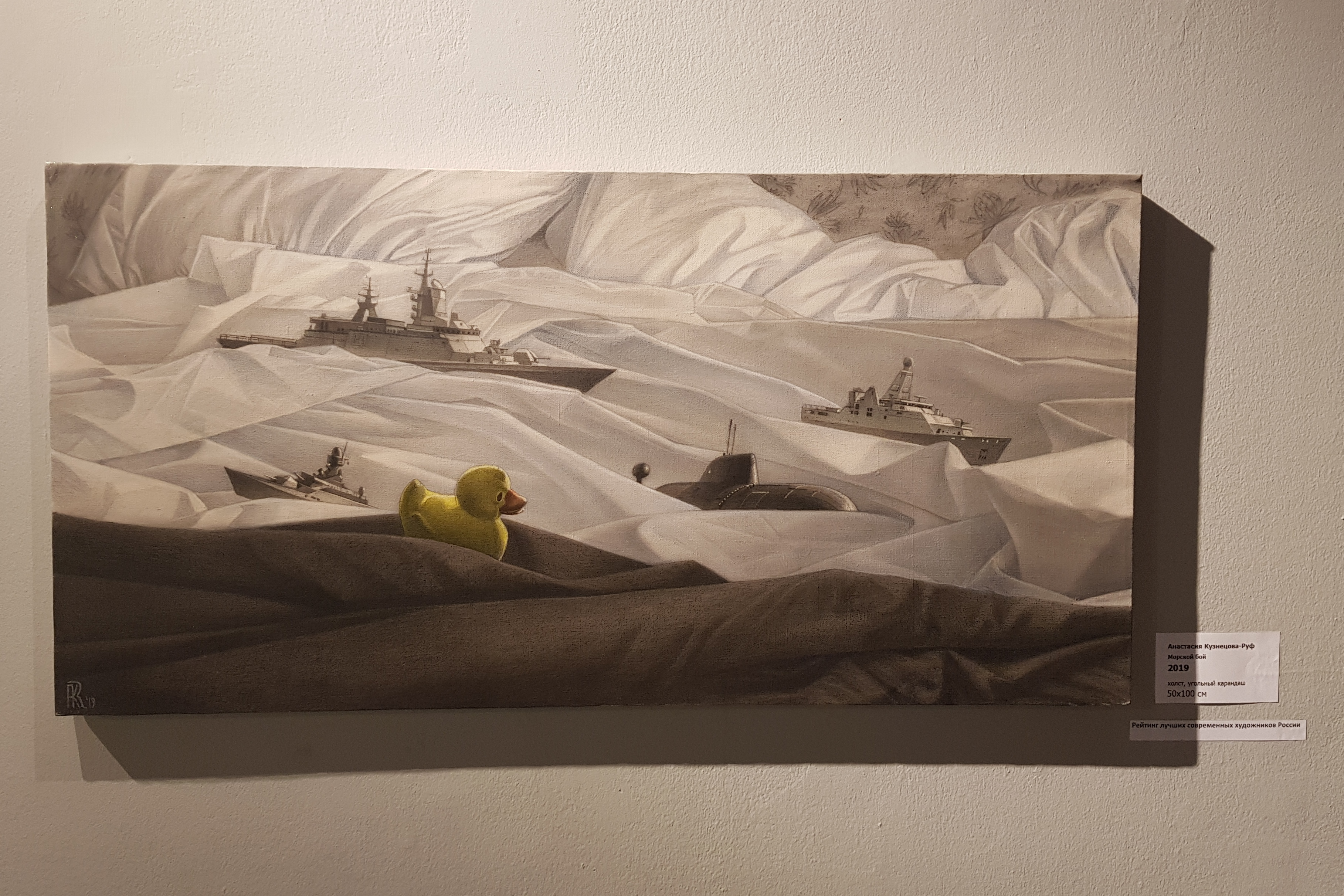
«Морской бой» — 50x100, холст, угольный карандаш, 2019
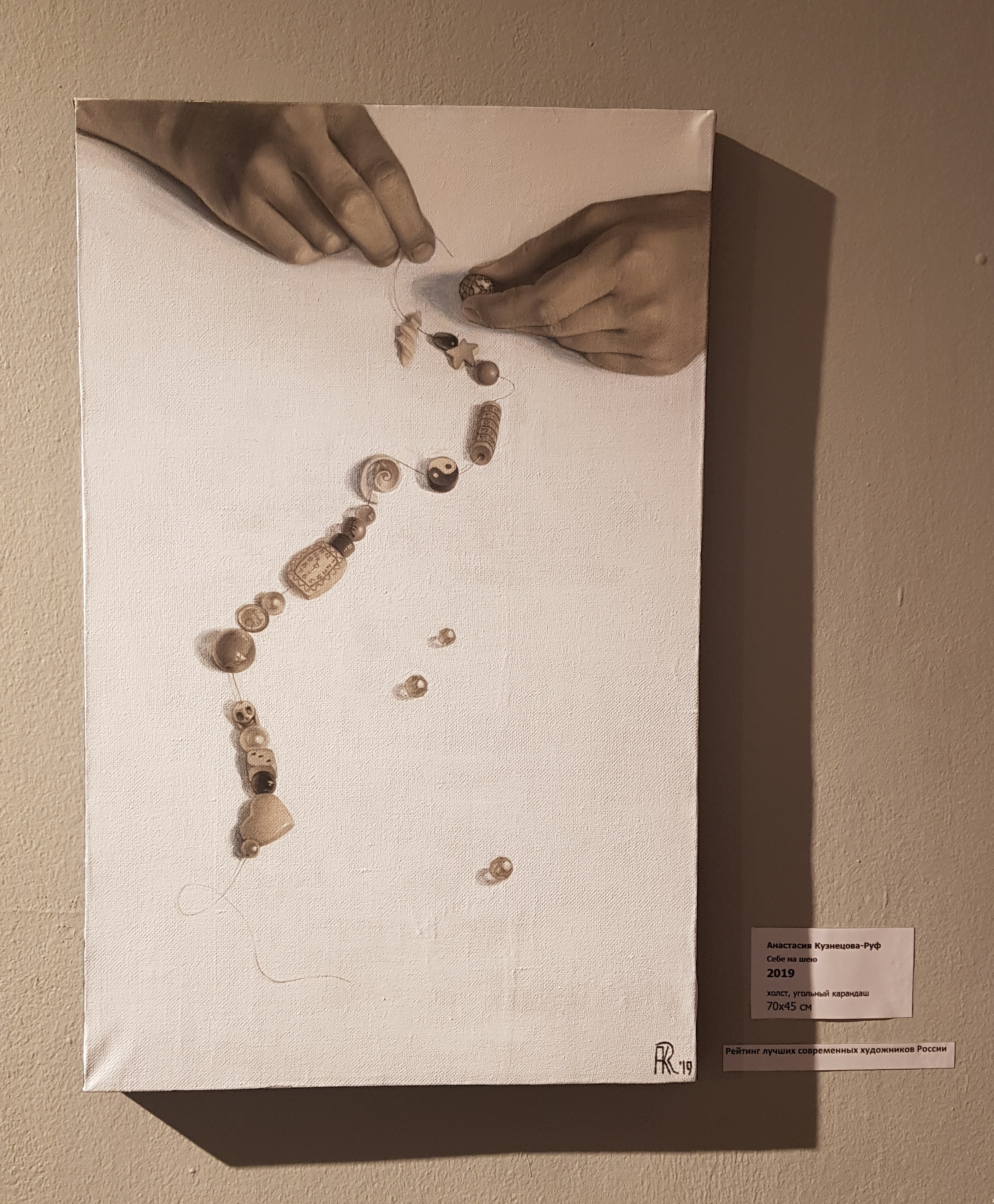
«Себе на шею» — 70x45, холст, угольный карандаш, 2019

## Семья
- Дед — Леонид Трофимович Кузнецов, русский художник; график, иллюстратор книг, преподаватель живописи.
- Муж — Иван Коршунов, московский художник, кандидат искусствоведения.